# Via Appia (Reisbrief van Couperus)
Via Appia is een reisbrief van Louis Couperus die voor het eerst in 1972 als zelfstandige boekuitgave verscheen.

## Geschiedenis

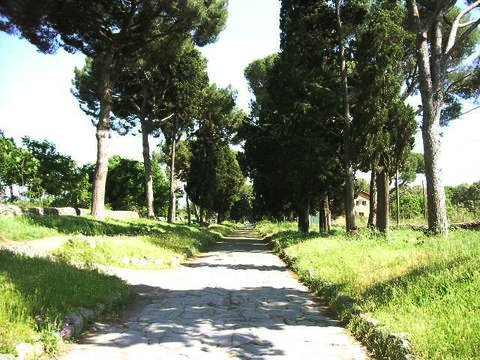
Via Appia

Couperus (1863-1923) reisde met zijn vrouw Elisabeth Couperus-Baud vanaf september 1893 door het Zuiden van Europa. Hij bezocht Italië en Griekenland en beschreef zijn ervaringen in enkele Reis-impressies die tussen februari en mei 1894 verschenen in De Gids. Via Appia, over de bekende oude Romeinse weg Via Appia, verscheen in het maartnummer van 1894. De bijdrage is gedateerd: Jan. 1894.
In december 1893 stelde Couperus aan zijn uitgever L.J. Veen voor de reisbrieven te bundelen. Veen ging akkoord en de bundel werd in 1894 gepubliceerd. In 1897 volgde een herdruk die met één reisbrief werd aangevuld.

### Uitgave
Cees van Dijk (1925-2019), directeur van de Stadsbibliotheek Haarlem, werkte vanaf 1964 samen met Sem Hartz (1912-1995) aan het drukken van uitgaven voor de bibliofiele Haarlemse uitgeverij De Tuinwijkpers. Na acht jaar begon hij zijn eigen bibliofiele pers, de Carlina pers. Zijn eerste uitgaafje was een minuscuul boekje, dit Via Appia. De afmetingen bedragen 6 bij 9 centimeter. Het werd gedrukt op japans papier in een ongenummerde oplage van slechts 48 exemplaren, ingenaaid in een zwart omslag. (Van Dijk gaf daarna nog vele uitgaven uit, later via de Agri Montis Pers en de Klencke Pers.)
Het colofon van de uitgave luidt:
"De tekst van dit boekje werd ontleend aan Couperus' bundel Reisimpressies, 1894. 

Deze eerste proeve van de Carlina pers, gezet uit de 6-pt. De Roos Romein, werd gedrukt op een handdegelpers in 48 exemplaren op Japans papier."
De beginletters van de verschillende alinea's zijn afwisselend in rood en blauw gedrukt.
Een lent van vaerzen · De schoone slaapster in het bosch · Orchideeën. Een bundel poëzie en proza · Eline Vere · Noodlot · Extaze. Een boek van geluk ·  Eene illuzie · Majesteit · Reis-impressies · Wereldvrede · Williswinde · Hooge troeven · De verzoeking van den H. Antonius. Naar Gustave Flaubert. Fragmenten · Metamorfoze · Psyche · Fidessa · Langs lijnen van geleidelijkheid · De stille kracht · Babel · Imperia · De boeken der kleine zielen. De kleine zielen · De boeken der kleine zielen. Het late leven · De boeken der kleine zielen. Zielenschemering · De boeken der kleine zielen. Het heilige weten · Over lichtende drempels · God en goden · Dionyzos ·  De berg van licht · Van oude menschen, de dingen, die voorbij gaan... · Aan den weg der vreugde · Incantatie. Van een stervenden genius · Van en over mijzelf en anderen. Eerste bundel · Van en over mijzelf en anderen. Tweede bundel · Van en over mijzelf en anderen. Derde bundel · Van en over mijzelf en anderen. Vierde bundel · Antieke verhalen. Van goden en keizers, van dichters en hetaeren · Korte arabesken · Antiek toerisme. Roman uit Oud-Egypte · De zwaluwen neêr gestreken... · Schimmen van schoonheid · Uit blanke steden onder blauwe lucht. Eerste bundel · Uit blanke steden onder blauwe lucht. Tweede bundel · Herakles · Van en over alles en iedereen · De ongelukkige · De tweelingbroeders. Jambische bewerking van Plautus' Menaechmi · De Komedianten · Jan en Florence · Wreede portretten · Der dingen ziel · Brieven van den nutteloozen toeschouwer · Legende, mythe en fantazie · De verliefde ezel · De betooveraar · Elyata · De Ode · Xerxes of de hoogmoed · Iskander. De roman van Alexander den Groote · Lucrezia · Met Louis Couperus in Afrika · De ring en de prins · Oostwaarts · De oude trofime · Proza. Eerste bundel · Proza. Tweede bundel · Proza. Derde bundel · Het zwevende schaakbord · Het snoer der ontferming en Japansche legenden · Nippon · Romantisch avontuur · Il Mago · De binocle · De naumachie · Via Appia · De tooveressen. Tweede idylle van Theokritos · Nagelaten werk · Endymion · Sabijnsche-maagdenroof · Kindersouvenirs · Een Hagenaar terug in Den Haag · Herinneringen aan de lente · Kinderkamer · De Nachten · De Vonk · De antieke verhalen · Modern toerisme · Een ster · Toen ik een kleine jongen was... ·  Een zieltje · Zijn aangenomen zoon · Vitruvius' Tien boeken over de bouwkunst · Ontroering